# Culicoides comosioculatus
Culicoides comosioculatus är en tvåvingeart som beskrevs av Tokunaga 1956. Culicoides comosioculatus ingår i släktet Culicoides och familjen svidknott. Inga underarter finns listade i Catalogue of Life.